# Плинтерии
Плинте́рии (др.-греч. Πλυντήρια) — праздник в Афинах в честь Афины Паллады и Афины Аглавры, чей храм находился в Акрополе. Его праздновали 22 числа месяца таргелион (начале июня). Плутарх утверждал, что 25 числа, вероятно, потому, что он продолжался несколько дней. В предыдущий день проводили Каллинтерии, когда убирали эти храмы. Название Плинтерий произошло от глагола πλύνειν — «мыть», потому что во время него очищали древнюю деревянную статую Паллады-Полиады. Со статуи снимали пеплос и украшения, чтобы тоже ритуально очистить, и окутывали покрывалом, чтобы скрыть её от людских глаз. Эти обряды совершали женщины из жреческого рода Праксиэргидов (πραξιεργίδαι). В торжественной церемонии статую везли на морской берег у Фалера, шествуя рядом с сушёным инжиром (который называли ἡγητορία), и там мыли. Жители верили, что в этот день город лишён божественной защиты, и любое начинание неизбежно стало бы неудачным, то есть день считался ἀποφράδες, аналогом римских diesnefasti («нечистых» дней). Закрывались все храмы и правительственные учреждения, прекращались все работы. Храм Афины окружали верёвкой, чтобы перекрыть к нему доступ.
Считается, что празднество произошло из Ионии, где в некоторых местах таргелион называли плинтерионом.